# Triângulo sunita

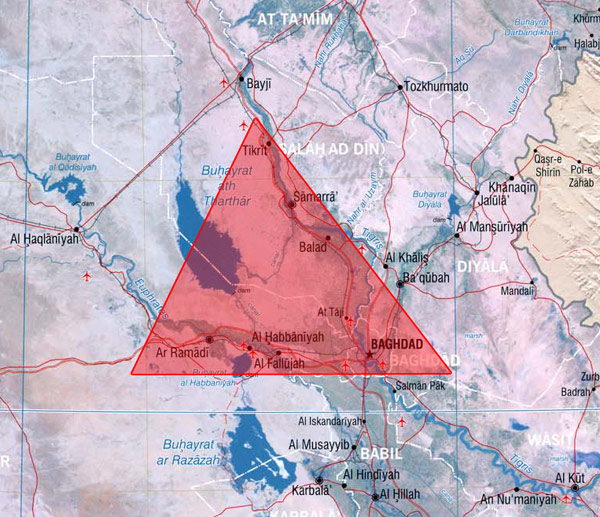
Mapa do Triângulo Sunita, que é uma visão simplificada da área predominantemente habitada por árabes sunitas muçulmanos.

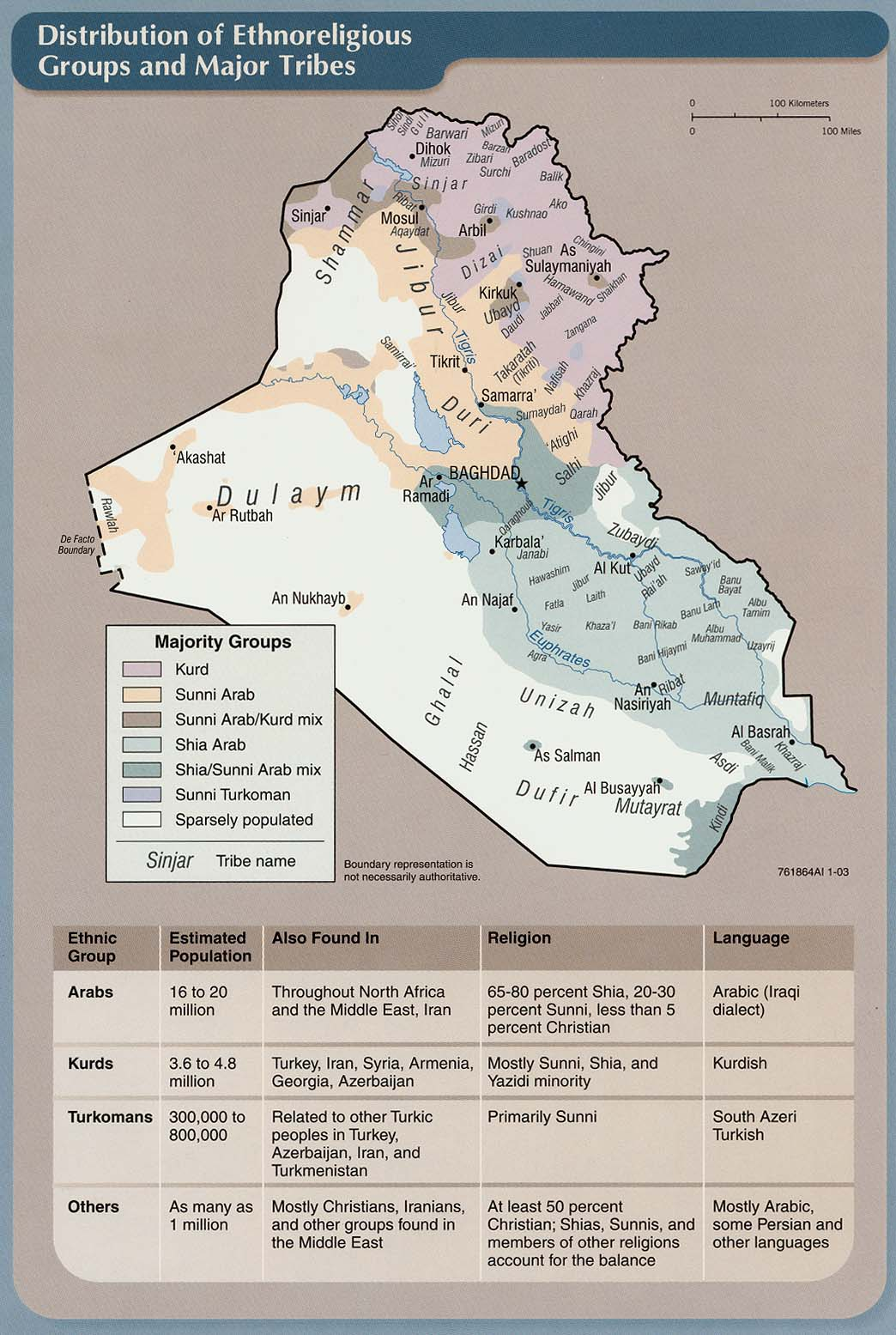
Um mapa do CIA Factbook de 2003 que mostra a área habitada principalmente por árabes sunitas muçulmanos em laranja claro.

Triângulo sunita é a designação dada pelas forças de ocupação do Iraque, em 2003, a uma zona densamente povoada,  situada a  noroeste de Bagdá e habitada principalmente por muçulmanos sunitas. A área não é uma entidade geográfica ou política, e a expressão foi criada pelas potências ocupantes, tendo sido usada pela imprensa ocidental ao reportar a invasão e a posterior ocupação do Iraque.
A área tem o formato aproximado de um triângulo, cujos lados  são definidos pelas cidades de Baquba (lado leste), Bagdá (lado sul), de Ramadi (no lado oeste). A cidade de Ticrite situa-se aproximadamente no vértice norte do triângulo. Cada lado tem cerca de 125 milhas de comprimento. No interior da área  encontram-se as cidades de Samarra e Faluja.
A região era um centro de forte apoio ao governo do ex-presidente iraquiano Saddam Hussein. A partir na década de 1970 muitos funcionários do governo, políticos e líderes militares foram lá recrutados. O próprio Saddam nasceu nos arredores de Tikrit.
Após a invasão do Iraque em 2003, a área tornou-se um foco de resistência armada à Coalizão ocidental, liderada pelos Estados Unidos, e abrigava a maior parte das forças iraquianas contrárias à ocupação do país. Era previsto - e foi amplamente anunciado pela imprensa ocidental - que Saddam Hussein iria procurar abrigo junto aos apoiadores sunitas. Em 13 de dezembro de 2003, ele foi capturado por forças norte-americanas durante a Operação Red Dawn,  nas proximidades da aldeia de ad-Dawr, a cerca de 15 km ao sul de Tikrit, sua cidade natal.